# Hylaeus ikedai
Hylaeus ikedai är en biart som först beskrevs av Keizo Yasumatsu 1936.  Hylaeus ikedai ingår i släktet citronbin, och familjen korttungebin. Inga underarter finns listade i Catalogue of Life.